# Unterseeboot UB-39
Pour les autres navires du même nom, voir Unterseeboot 39.
L'Unterseeboot UB-39 est un sous-marin (U-Boot) allemand de type UB II utilisé par la Kaiserliche Marine pendant la Première Guerre mondiale.

## Conception
Sous-marin de type UB II, l'UB-39 avait un déplacement de 274 tonnes en surface et de 303 tonnes en immersion. Il avait une longueur hors tout de 36,90, une largeur de 4,39 m et un tirant d'eau de 3,69 m. Le sous-marin était propulsé par deux moteurs Diesel Körting à six cylindres à quatre temps produisant 284 chevaux (209 kW), deux moteurs électriques Siemens-Schuckert produisant 280 chevaux (210 kW) et un arbre d'hélice. Il était capable d’opérer à une profondeur allant jusqu’à 50 mètres.
La vitesse maximale du sous-marin était de 9,15 nœuds (16,95 km/h) en surface et de 5,81 nœuds (10,76 km/h) en immersion. Lorsqu’il était en surface, il pouvait parcourir 6450 milles marins (11950 km) à 5 nœuds (9,3 km/h), et en immersion, 45 milles marins (83 km) à 4 nœuds (7,4 km/h). L’UB-39 était armé de deux tubes lance-torpilles de 500 mm à l’avant, de quatre torpilles et d’un canon de pont SK L/30 de 88 mm. Il avait un effectif de vingt-et-un membres d’équipage et deux officiers, et un temps de plongée de 42 secondes.

## Carrière
Le sous-marin a été commandé le 22 juillet 1915 et lancé le 28 décembre 1915. Il a été mis en service dans la marine impériale allemande le 29 avril 1916.
En 14 patrouilles, le sous-marin coula 93 navires. L'UB-39 heurta une mine et coula dans la Manche le 17 mai 1917.

## Affectations
- Flottilles des Flandres : du 21 juin 1916 au 7 mai 1917

## Commandants
- Oberleutnant zur See Werner Fürbringer[3] : du 29 avril au 7 novembre 1916
- Oblt.z.S. Heinrich Küstner[4] : du 8 novembre 1916 au 7 mai 1917

## Navires coulés
| Date              | Nom                       | Nationalité      | Tonnage | Destin    |
| ----------------- | ------------------------- | ---------------- | ------- | --------- |
| 10 juillet 1916   | Staffa                    | United Kingdom   | 176     | Coulé     |
| 13 juillet 1916   | Dalhousie                 | United Kingdom   | 89      | Coulé     |
| 13 juillet 1916   | Florence                  | United Kingdom   | 149     | Coulé     |
| 13 juillet 1916   | Mary Ann                  | United Kingdom   | 5       | Coulé     |
| 13 juillet 1916   | Success                   | United Kingdom   | 6       | Coulé     |
| 14 juillet 1916   | Ben Aden                  | United Kingdom   | 176     | Coulé     |
| 14 juillet 1916   | Bute                      | United Kingdom   | 176     | Coulé     |
| 14 juillet 1916   | Girls Friend              | United Kingdom   | 55      | Coulé     |
| 14 juillet 1916   | Langley Castle            | United Kingdom   | 93      | Coulé     |
| 14 juillet 1916   | Recorder                  | United Kingdom   | 149     | Coulé     |
| 1 août 1916       | Braconash                 | United Kingdom   | 192     | Coulé     |
| 1 août 1916       | Helvetia                  | United Kingdom   | 167     | Coulé     |
| 1 août 1916       | King James                | United Kingdom   | 163     | Coulé     |
| 1 août 1916       | Rhodesia                  | United Kingdom   | 110     | Coulé     |
| 1 août 1916       | Tatiana                   | United Kingdom   | 285     | Coulé     |
| 1 août 1916       | Zeeland                   | Pays-Bas         | 1292    | Coulé     |
| 2 août 1916       | Olympia                   | United Kingdom   | 221     | Coulé     |
| 2 août 1916       | Smiling Morn              | United Kingdom   | 126     | Coulé     |
| 2 août 1916       | Twiddler                  | United Kingdom   | 99      | Coulé     |
| 3 août 1916       | Trawler Prince            | United Kingdom   | 126     | Coulé     |
| 3 août 1916       | Lucania                   | United Kingdom   | 92      | Coulé     |
| 3 août 1916       | Merchant Prince           | United Kingdom   | 130     | Coulé     |
| 3 août 1916       | Destro                    | United Kingdom   | 859     | Damaged   |
| 4 août 1916       | Jägersborg                | Danemark         | 1797    | Coulé     |
| 4 août 1916       | Stamfordham               | United Kingdom   | 921     | Coulé     |
| 5 août 1916       | Egyptian Prince           | United Kingdom   | 129     | Coulé     |
| 5 août 1916       | St. Olive                 | United Kingdom   | 202     | Coulé     |
| 6 septembre 1916  | Ancona                    | United Kingdom   | 1168    | Damaged   |
| 6 septembre 1916  | Strathtay                 | United Kingdom   | 4428    | Coulé     |
| 6 septembre 1916  | Tagus                     | United Kingdom   | 937     | Coulé     |
| 7 septembre 1916  | Marguerite                | France           | 102     | Coulé     |
| 7 septembre 1916  | Alcyon                    | France           | 163     | Coulé     |
| 7 septembre 1916  | Heathdene                 | United Kingdom   | 3541    | Coulé     |
| 7 septembre 1916  | Messicano                 | Royaume d'Italie | 4065    | Coulé     |
| 8 septembre 1916  | Jeune Union               | France           | 267     | Coulé     |
| 8 septembre 1916  | Lyderhorn                 | Norvège          | 939     | Coulé     |
| 8 septembre 1916  | Olazarri                  | Espagne          | 2585    | Coulé     |
| 9 septembre 1916  | Europe                    | France           | 356     | Coulé     |
| 9 septembre 1916  | Pronto                    | Norvège          | 1411    | Coulé     |
| 10 septembre 1916 | Lexie                     | United Kingdom   | 3778    | Coulé     |
| 11 septembre 1916 | Fredavore                 | Norvège          | 1577    | Coulé     |
| 20 octobre 1916   | Midland                   | United Kingdom   | 4247    | Coulé     |
| 20 octobre 1916   | Secundo                   | Norvège          | 1512    | Coulé     |
| 21 octobre 1916   | Hebe                      | Danemark         | 775     | Coulé     |
| 21 octobre 1916   | Helga                     | Danemark         | 1182    | Coulé     |
| 22 octobre 1916   | Alix                      | Norvège          | 1584    | Coulé     |
| 13 novembre 1916  | Corinth                   | United Kingdom   | 3669    | Coulé     |
| 28 novembre 1916  | Alert                     | United Kingdom   | 289     | Coulé     |
| 28 novembre 1916  | Alison                    | United Kingdom   | 286     | Coulé     |
| 28 novembre 1916  | Ramsgarth                 | United Kingdom   | 1553    | Coulé     |
| 29 novembre 1916  | Grace                     | United Kingdom   | 135     | Coulé     |
| 29 novembre 1916  | Saint Philippe            | France           | 3419    | Coulé     |
| 30 novembre 1916  | Nagata Maru               | Japon            | 3,521   | Coulé     |
| 30 novembre 1916  | Harald                    | Norvège          | 1083    | Coulé     |
| 1 décembre 1916   | Jeanne d'Arc              | France           | 205     | Coulé     |
| 2 décembre 1916   | Palacine                  | Canada           | 3286    | Coulé     |
| 3 décembre 1916   | Primevère                 | France           | 143     | Coulé     |
| 6 décembre 1916   | Amicitia                  | Norvège          | 1111    | Coulé     |
| 7 décembre 1916   | Bravo                     | Espagne          | 1214    | Coulé     |
| 8 décembre 1916   | Rakiura                   | Norvège          | 3569    | Coulé     |
| 8 décembre 1916   | Rollo                     | Danemark         | 2290    | Coulé     |
| 8 décembre 1916   | Saga                      | Norvège          | 433     | Coulé     |
| 28 décembre 1916  | Rouen                     | France           | 1656    | Damaged   |
| 1 janvier 1917    | Holly Branch              | United Kingdom   | 3568    | Coulé     |
| 1 janvier 1917    | Leon                      | France           | 652     | Coulé     |
| 2 janvier 1917    | Carlyle                   | United Kingdom   | 466     | Coulé     |
| 3 janvier 1917    | Columbia                  | France           | 34      | Coulé     |
| 3 janvier 1917    | Diamant De La Couronne I  | France           | 36      | Coulé     |
| 3 janvier 1917    | Diamant De La Couronne II | France           | 34      | Coulé     |
| 3 janvier 1917    | Formidable                | France           | 26      | Coulé     |
| 3 janvier 1917    | Helgøy                    | Norvège          | 1806    | Coulé     |
| 3 janvier 1917    | Honneur Et Dévouement     | France           | 26      | Coulé     |
| 3 janvier 1917    | Jeanne Mathilde           | France           | 60      | Coulé     |
| 3 janvier 1917    | La Pensée                 | France           | 30      | Coulé     |
| 3 janvier 1917    | Marie Henriette           | France           | 25      | Coulé     |
| 3 janvier 1917    | Moderne                   | France           | 38      | Coulé     |
| 3 janvier 1917    | Père Montfort             | France           | 13      | Coulé     |
| 3 janvier 1917    | Pierre Le Grand           | France           | 42      | Coulé     |
| 3 janvier 1917    | Richelieu                 | France           | 25      | Coulé     |
| 3 janvier 1917    | Saint Jacques             | France           | 34      | Coulé     |
| 3 janvier 1917    | Saint Paul II             | France           | 30      | Coulé     |
| 3 janvier 1917    | Petit Émile               | France           | 60      | Coulé     |
| 4 janvier 1917    | Gabrielle François        | France           | 37      | Coulé     |
| 5 janvier 1917    | Allie                     | United Kingdom   | 1127    | Coulé     |
| 5 janvier 1917    | Markland                  | Norvège          | 1627    | Coulé     |
| 4 février 1917    | Dauntless                 | United Kingdom   | 2157    | Coulé     |
| 5 février 1917    | Yvonne                    | France           | 123     | Coulé     |
| 10 février 1917   | Rancagua                  | France           | 2729    | Coulé     |
| 23 mars 1917      | Achille Adam              | United Kingdom   | 460     | Coulé     |
| 23 mars 1917      | Clan Macmillan            | United Kingdom   | 4525    | Coulé     |
| 23 mars 1917      | Exchange                  | United Kingdom   | 279     | Coulé     |
| 23 mars 1917      | O. A. Knudsen             | Norvège          | 3532    | Endommagé |
| 1 avril 1917      | Silvia                    | United Kingdom   | 164     | Coulé     |
| 5 avril 1917      | Dicto                     | Norvège          | 2363    | Coulé     |
| 6 avril 1917      | La Tour D’Auvergne        | France           | 188     | Coulé     |
| 6 avril 1917      | Perce Neige               | France           | 141     | Coulé     |
| 9 avril 1917      | Saint Maudez              | France           | 292     | Coulé     |